# Lowell (thị trấn), Wisconsin
Lowell là một thị trấn thuộc quận Dodge, tiểu bang Wisconsin, Hoa Kỳ. Năm 2010, dân số của thị trấn này là 1.180 người.